# Ecliptopera angustaria
Ecliptopera angustaria es una especie de polilla de la familia Geometridae. La especie fue descrita por primera vez por Louis Beethoven Prout en 1897 con distribución en el noreste de China. El sintipo de la especie fue descrita en el sector montañoso Pu-tsu-fong en la provincia de Sichuan.